# فاسيلي كامينسكي
فاسيلي فاسيليفيتش كامينسكي (بالروسية: Васи́лий Васи́льевич Каме́нский ؛ 17 أبريل [OS 5 أبريل] 1884 - 11 نوفمبر 1961) شاعر وكاتب مسرحي وفنان روسي وكذلك أحد أوائل الطيارين الروس.

## روابط خارجية
- English translations of 3 poems, 1914-1916
- English translation of poem "In the Rathskeller," 1908
- English translations of 3 poems, October 2013